# Aeroméxico
Aeroméxico är Mexikos största flygbolag och flyger till både Nordamerika och Europa.
Flygbolaget grundades som Aeronaves de México den 15 september 1934, med hjälp av Pan Am som ägde 40 procent av det mexikanska flygbolaget. Flygbolaget är medlem i flygbolagsalliansen SkyTeam. 

## Flotta
Aeoméxico flög i augusti 2022 med följande flygplan:
- 5 Boeing 737-700
- 36 Boeing 737-800
- 23 Boeing 737 MAX 8
- 12 Boeing 737 MAX 9
- 8 Boeing 787-8
- 10 Boeing 787-9

Flygbolaget har även beställningar av båda flygplanstyperna, varav 2 st MAX 8, 7 st MAX 9 och 4 st 787-9.
Aeroméxicos dotterbolag Aeroméxico Connect, har 47 st Embraer E-190 i sin flotta.

## Referenser

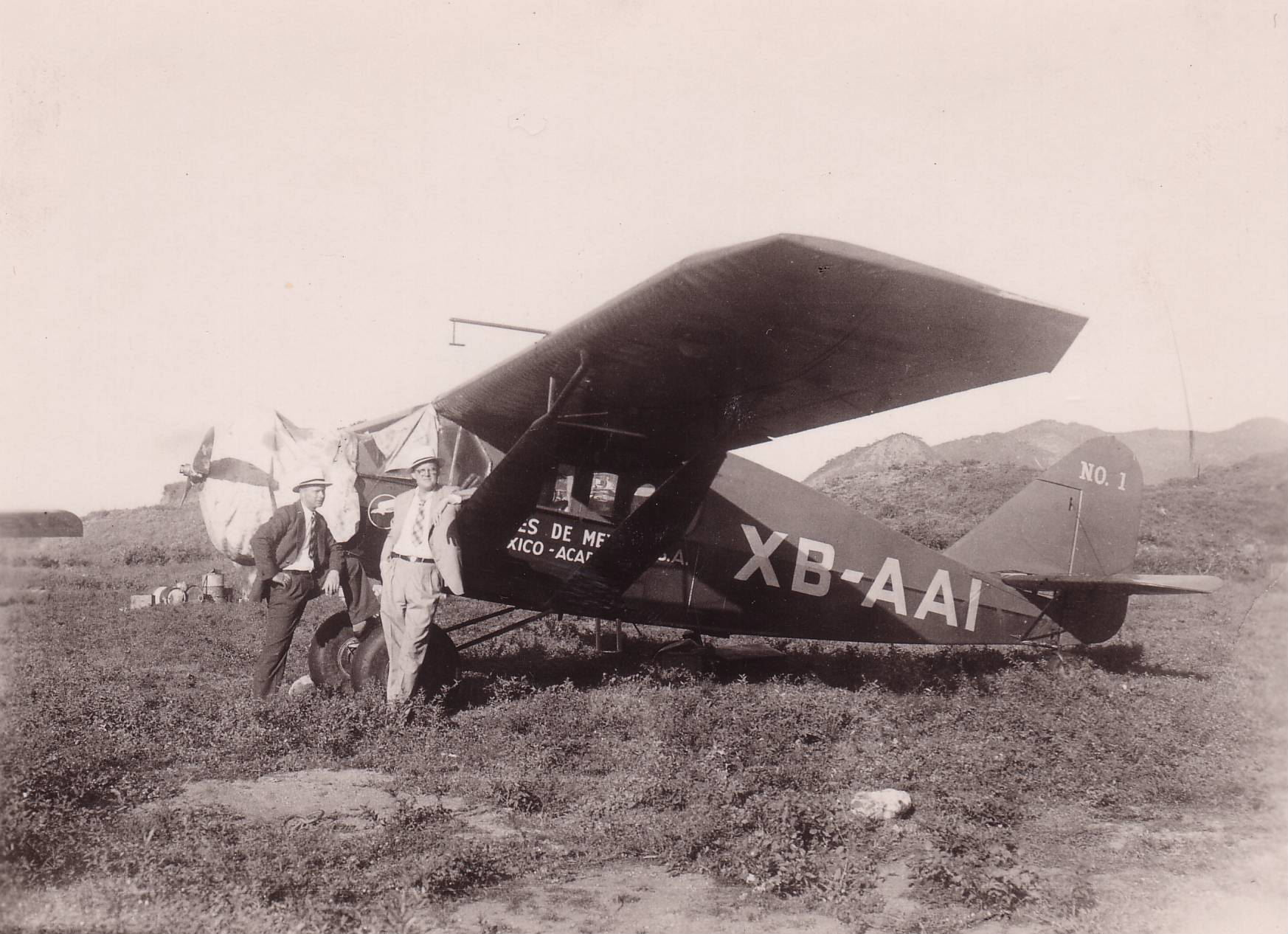
Aeroméxico Mexico City–Acapulco runt 1935